# Schloss Birstein

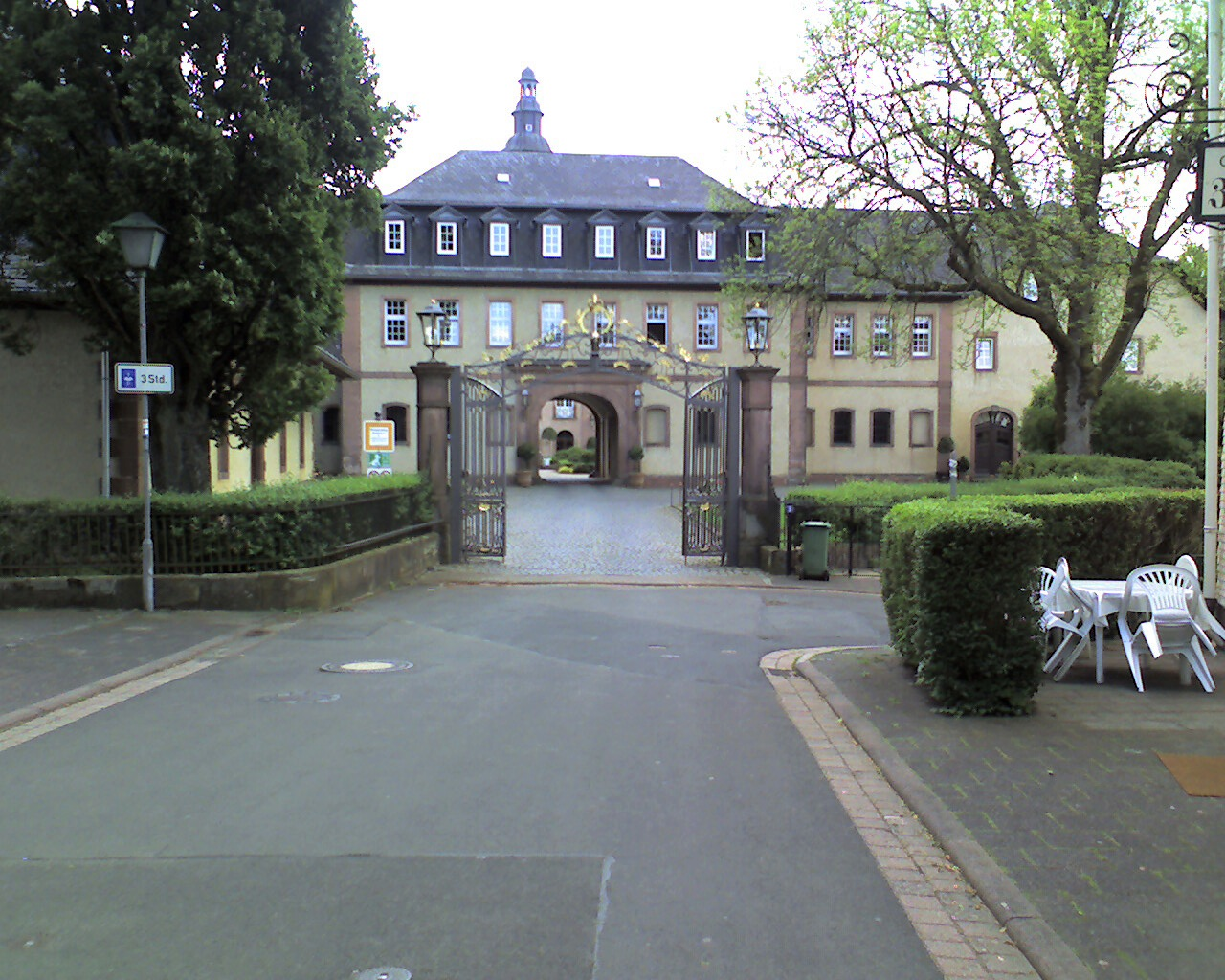
Archivbau des Schlosses Birstein

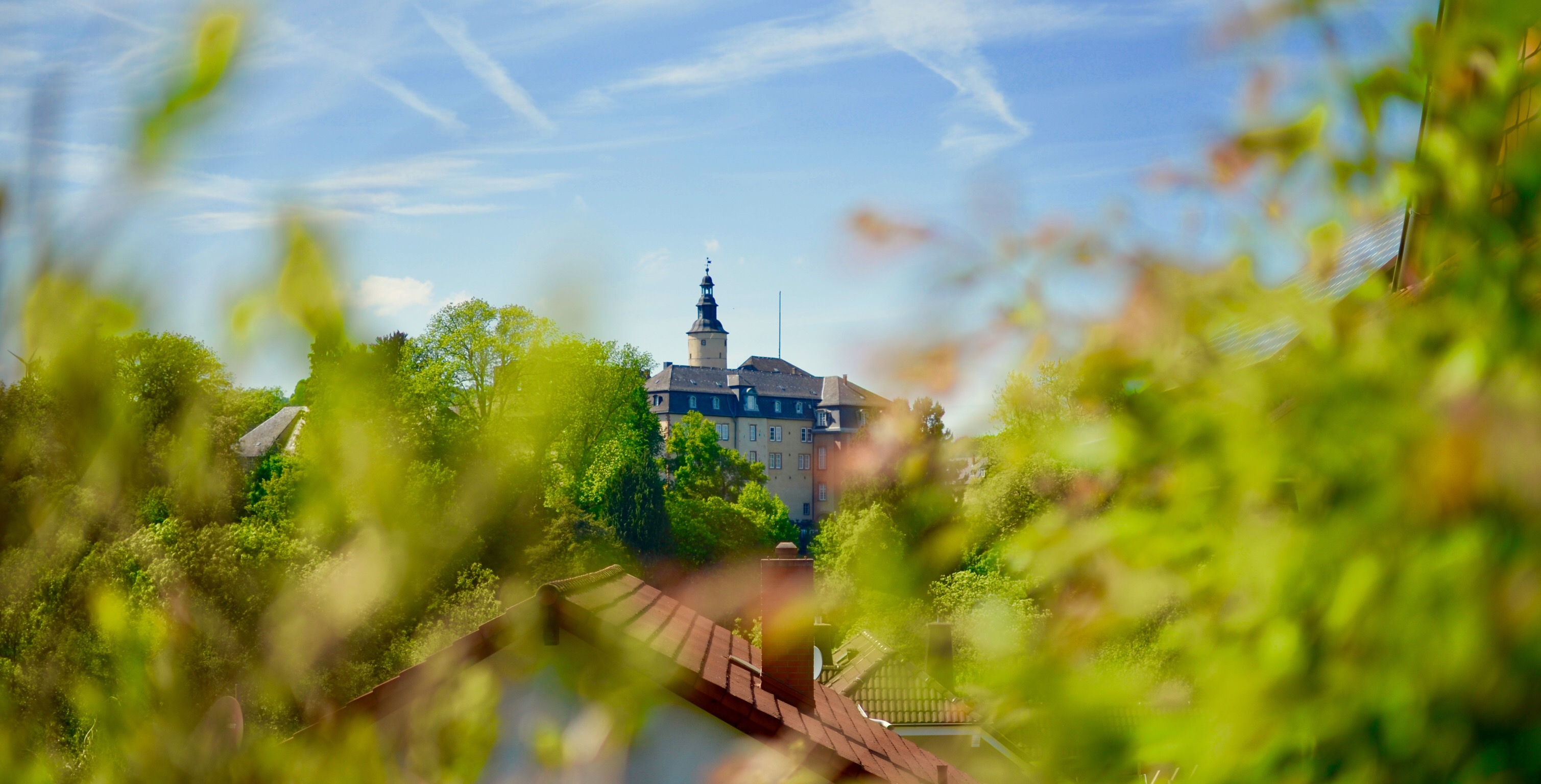
Blick auf das Schloss Birstein aus dem Neubaugebiet

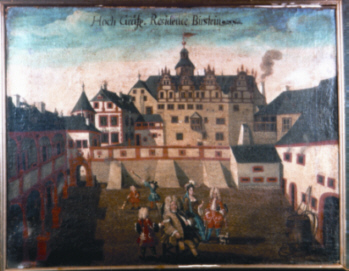
Schloss Birstein um 1720

Das Schloss Birstein in der Gemeinde Birstein am nordöstlichen Rande des Main-Kinzig-Kreises in Hessen ist seit 1517 die Residenz der Grafen und (ab 1744) Fürsten zu Isenburg-Birstein (ab 1920 von Isenburg).
Das Schloss steht auf einem schmalen Bergrücken und gruppiert sich um drei hintereinanderliegende Innenhöfe. Es entwickelte sich vom 12. bis zum 18. Jahrhundert aus einer Kernburg. Anschließend wurde die Anlage kaum noch verändert. Im 19. Jahrhundert wurden Festungsanlagen niedergelegt und ergänzend ein Landschaftsgarten angelegt.
Der mittlere Teil der Anlage wird von der mittelalterlichen Burg gebildet, die das Höfchen umschließt. Zwischen Vorhof und Kernburg liegt als Gebäuderiegel das Neue Schloss, 1763–68 erbaut. Es integriert an seiner Rückseite den Bergfried der Burganlage. Nördlich schließt sich der Vorhof an, an drei Seiten vollständig, an einer teilweise umbaut. Von dort aus wird die Schlossanlage betreten. Als Portal dient der Archiv- und Kanzleibau, dieser wurde 1733 durch den hanauischen Baumeister Christian Ludwig Hermann errichtet. Nördlich der Kernburg schließt sich der Kutschenhof an, der von Renaissance-Gebäuden aus dem 16. Jahrhundert umgeben ist. Deren Dächer wurden zum größten Teil im 18. Jahrhundert in Barockbauweise neu gestaltet. Die Gebäude haben eine reichhaltige historische Ausstattung. Die Familie der Fürsten von Isenburg-Birstein bewohnt das Schloss noch heute.